# Balaenanemertes chuni
Balaenanemertes chuni är en djurart som tillhör fylumet slemmaskar, och som beskrevs av Heinrich Bürger 1909. Balaenanemertes chuni ingår i släktet Balaenanemertes och familjen Balaenanemertidae. Inga underarter finns listade i Catalogue of Life.